# Mitsubishi Ki-15
Die Mitsubishi Ki-15 (Alliierter Codename: Babs) war ein japanisches Aufklärungsflugzeug der 1930er Jahre, das im Zweiten Weltkrieg verwendet wurde.

## Entwicklung

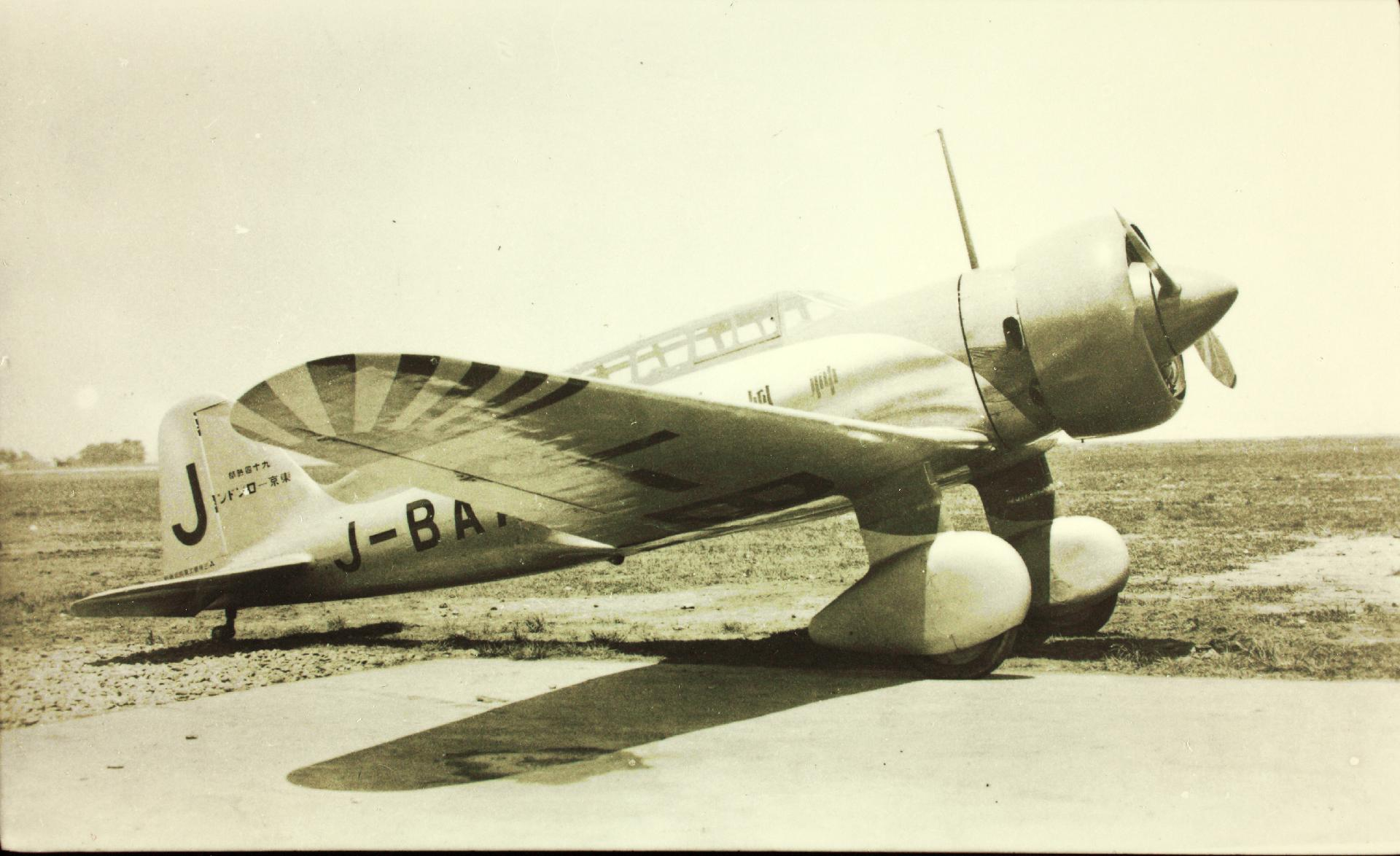
Der erste Prototyp der Ki-15

Die Ki-15 entstand aufgrund einer Ausschreibung der japanischen Armee vom 11. Juli 1935 nach einem schnellen Aufklärungsflugzeug großer Reichweite. Gefordert wurden eine Höchstgeschwindigkeit von 450 km/h in 3000 m Höhe, eine Höchstmasse von 2400 kg sowie ein Aktionsradius von 450 km bei einer Marschgeschwindigkeit von 400 km/h. Unter der Leitung von Fumihiko Kono begannen etwa zum Jahresende bei Mitsubishi die Konstruktionsarbeiten und der Bau von zwei Prototypen, die mit einem Sternmotor HA-8 mit 640 PS ausgerüstet wurden. Die Erprobung begann im Mai 1936 und erbrachte äußerst positive Ergebnisse; so konnte die angestrebte Höchstgeschwindigkeit um 30 km/h übertroffen und die maximal zulässige Flugmasse noch unterboten werden. Einziger Kritikpunkt war die schlechte Sicht am Boden aufgrund des voluminösen Triebwerks. Die japanische Armeeführung ordnete daher die Serienproduktion des vielversprechenden Entwurfs unter der Bezeichnung Heerestyp 97 Aufklärungsflugzeug Modell 1 bzw. Ki-15-I an und im Mai 1937 wurde das erste Exemplar an die Streitkräfte übergeben.
Als leistungsgesteigerte Ausführung folgte die Ki-15-II. Sie war mit einem HA-26-I mit 900 PS (662 kW) ausgerüstet, mit dem sie eine Höchstgeschwindigkeit von 510 km/h erreichte. Der Mitsubishi-Motor besaß einen kleineren Durchmesser als der HA-8, wodurch die bei der ersten Version bemängelte schlechte Sicht nach vorn verbessert wurde. Die Ki-15-II ging ebenfalls in Serie und wurde ab 1939 eingesetzt. Für die japanische Armee wurde noch die Ki-15-III entwickelt, die den Entwicklungshöhepunkt des Musters bildete. Versehen mit einem Triebwerk Mitsubishi 102 mit 1.050 PS (772 kW) erreichte sie eine Höchstgeschwindigkeit von 530 km/h. Es wurden zwei Prototypen getestet, eine Serienproduktion unterblieb jedoch zugunsten der Ki-46.
Auch die japanische Marine zeigte Interesse an der Ki-15 und bestellte 1938 20 Exemplare der Ki-15-II, die auf ihre Bedürfnisse zugeschnitten wurden, was eine leichte Abänderung der Zelle und den Einbau einer anderen Funk- und Fotoausrüstung beinhaltete. Die Bezeichnung für diesen Typ lautete Marinetyp 98 Aufklärungsflugzeug Modell 1 bzw. kurz C5M1. Ihr folgte eine 1940 in Auftrag gegebene Variante C5M2 mit Sakae-12-Antrieb mit 950 PS (699 kW). Der Motor war zwar stärker als der der bei der Armee verwendeten Ki-15-II, doch war die in 30 Exemplaren produzierte C5M2 aufgrund höherer Masse langsamer.
Die Fertigung endete nach 489 Ki-15.

## Einsatz

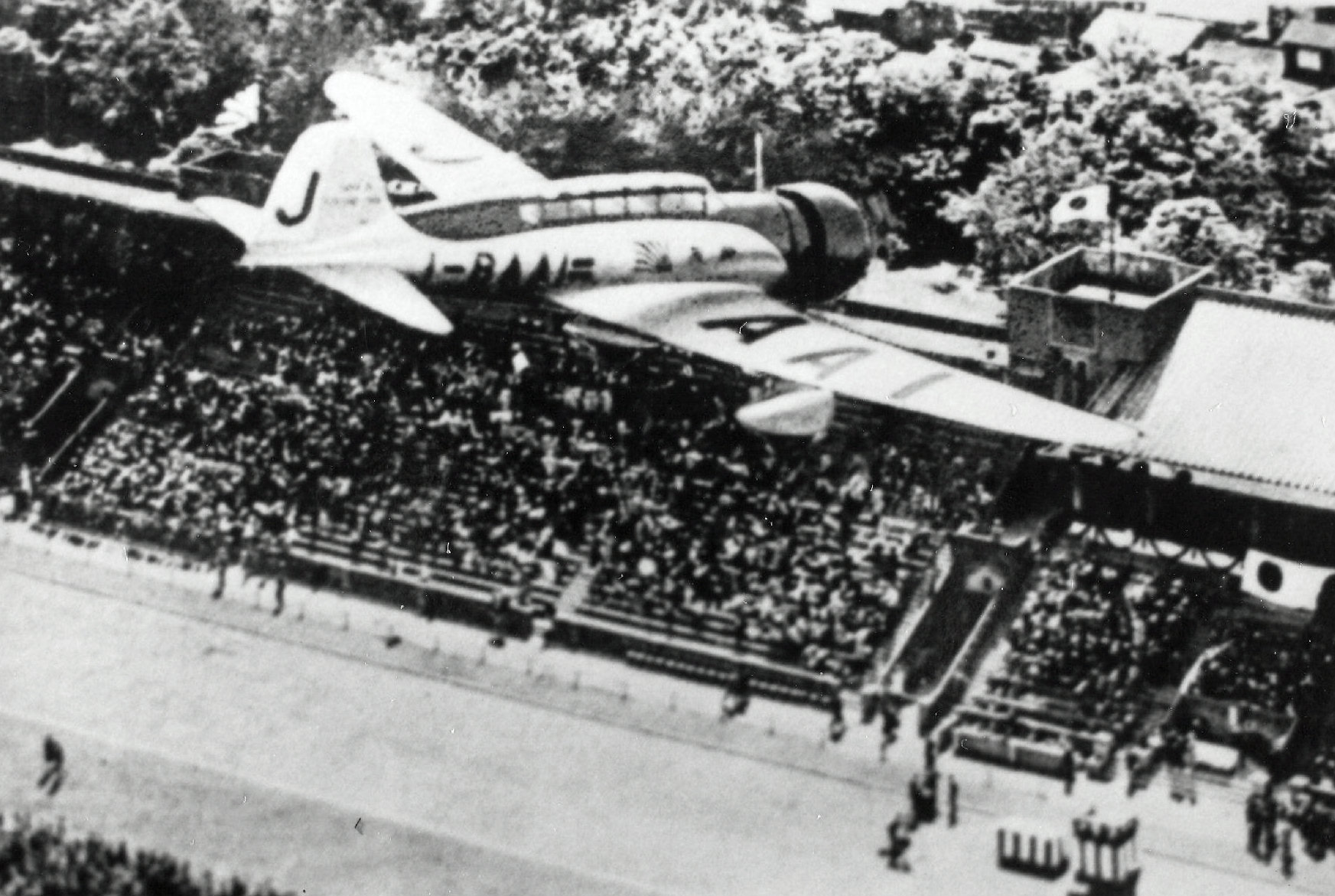
Das Rekordflugzeug „Kamikaze“

Auf Initiative der japanischen Tageszeitung Asahi Shimbun wurde der zweite Prototyp der Ki-15 vom 19. bis zum 25. März 1937 entmilitarisiert und für einen Langstreckenrekordversuch umgebaut. Auslöser war die Ausschreibung einer französischen Zeitung, die ein Preisgeld für diejenige Besatzung ausgelobt hatte, der es gelingen würde, innerhalb von 100 Stunden von Tokio nach Paris zu fliegen. Als offizieller Anlass für die Durchführung wurde die Teilnahme an der Krönungszeremonie des britischen Thronfolgers Georg VI. bekanntgegeben, weshalb auch London als Endpunkt der Reiseroute vorgesehen wurde. Das Flugzeug mit dem Kennzeichen J–BAAI und dem Beinamen Kamikaze (Göttlicher Wind) startete am 6. April 1937 mit dem Piloten Masaaki Iinuma und dem Bordmechaniker Kenji Tsukagoshi vom Flugplatz Tachikawa aus zur ersten Etappe nach Taipeh. Über Hanoi, Vientiane, Kalkutta, Karatschi, Basra und Bagdad erreichte sie ohne Zwischenfälle den europäischen Kontinent, um anschließend über die Stationen Athen, Rom und Paris nach 94:17:56 h London-Croydon zu erreichen. Die reine Flugzeit der „Kamikaze“ betrug dabei 51:17:23 h bei einer Durchschnittsgeschwindigkeit von 162,8 km/h. Für diesen Flug, der auch von der FAI anerkannt wurde, wurde Iinuma und Tsukagoshi der Orden der französischen Ehrenlegion verliehen. Am 12. Mai 1937 fertigte die Besatzung mit der „Kamikaze“ Luftaufnahmen der stattfindenden Krönung an. Im Anschluss erfolgte auf der gleichen Strecke der Rückflug nach Japan. Im Folgenden avancierte die Ki-15 zu einem beliebten Privatflugzeug und wurde in der Zivilausführung Karigane I unter anderem auch für Werbeflüge genutzt.
Der militärische Einsatz der Ki-15 begann 1937 im Japanisch-Chinesischen Krieg, wo sie dank ihrer Geschwindigkeit nahezu unbehelligt von gegnerischen Jagdflugzeugen Aufklärungsflüge durchführen konnte. Einzig die sowjetische I-16 stellte eine gewisse Bedrohung dar. C5M sichteten am 10. Dezember 1941 in malaiischen Gewässern die beiden britischen Schlachtschiffe Prince of Wales und Repulse, die noch am selben Tag von japanischen Flugzeugen angegriffen und versenkt wurden. Im weiteren Kriegsverlauf reduzierte sich der Geschwindigkeitsvorteil der Ki-15 aufgrund von neuen und schnelleren alliierten Jagdflugzeugen und ihr Schwachpunkt, die fehlende Panzerung, ein Merkmal vieler japanischer Flugzeuge dieser Epoche, wirkte sich zunehmend nachteilig aus. Das Muster wurde deshalb ab 1943 aus dem Fronteinsatz gezogen. Zum Kriegsende wurden die noch vorhandenen Flugzeuge reaktiviert und bei Kamikaze-Einsätzen gegen gegnerische Schiffe verbraucht. China nutzte noch bis nach dem Krieg einige Ki-15, die aber bis 1951 außer Dienst gestellt wurden.
Heute ist keine Ki-15 erhalten geblieben.

## Aufbau
Die Ki-15 war ein freitragender Tiefdecker in Ganzmetall-Halbschalenbauweise mit einem geschlossenen Cockpit für die hintereinander sitzende Besatzung, bestehend aus dem Flugzeugführer und dem Beobachter, der auch das MG im hinteren Teil bediente. Der dreiteilige Tragflügel aus Duraluminium bestand aus dem Mittelstück und den beiden Außenflächen, das Leitwerk in Normalbauweise war ebenfalls freitragend. Die Ki-15 besaß ein starres Heckradfahrwerk, dessen Haupträder mit stromlinienförmigen Verkleidungen und Radbremsen versehen waren.

## Technische Daten
| Kenngröße             | Daten (Ki-15-I)                           |
| --------------------- | ----------------------------------------- |
| Besatzung             | 2                                         |
| Spannweite            | 12,00 m                                   |
| Länge                 | 8,49 m                                    |
| Höhe                  | 3,34 m                                    |
| Flügelfläche          | 20,36 m²                                  |
| Flügelstreckung       | 7,1                                       |
| Leermasse             | 1.399 kg                                  |
| Zuladung              | 901 kg                                    |
| Startmasse            | maximal 2.300 kg                          |
| Antrieb               | ein luftgekühlter Neunzylinder-Sternmotor |
| Typ                   | Nakajima HA-8                             |
| Leistung              | 640 PS (471 kW)                           |
| Höchstgeschwindigkeit | 480 km/h in 4.000 m Höhe                  |
| Marschgeschwindigkeit | 320 km/h in 5.000 m Höhe                  |
| Dienstgipfelhöhe      | 11.400 m                                  |
| Reichweite            | 2.400 km                                  |
| Bewaffnung            | ein bewegliches 7,7-mm-MG Typ 89          |

## Nutzer
- Japan
  - Kaiserlich Japanische Heeresluftstreitkräfte
  - Kaiserlich Japanische Marineluftstreitkräfte
- Volksrepublik China